# Cumings
Cumings és una concentració de població designada pel cens dels Estats Units a l'estat de Texas. Segons el cens del 2000 tenia una població de 683 habitants.

## Demografia
Segons el cens del 2000, Cumings tenia 683 habitants, 172 habitatges, i 156 famílies. La densitat de població era de 87 habitants per km².
Dels 172 habitatges en un 50,6% hi vivien nens de menys de 18 anys, en un 70,9% hi vivien parelles casades, en un 13,4% dones solteres, i en un 9,3% no eren unitats familiars. En el 8,1% dels habitatges hi vivien persones soles el 2,9% de les quals corresponia a persones de 65 anys o més que vivien soles. El nombre mitjà de persones vivint en cada habitatge era de 3,97 i el nombre mitjà de persones que vivien en cada família era de 4,16.
Per edats la població es repartia de la següent manera: un 34,8% tenia menys de 18 anys, un 13% entre 18 i 24, un 29,6% entre 25 i 44, un 16,7% de 45 a 60 i un 5,9% 65 anys o més.
L'edat mediana era de 27 anys. Per cada 100 dones de 18 o més anys hi havia 99,6 homes.
La renda mediana per habitatge era de 36.316 $ i la renda mediana per família de 36.776 $. Els homes tenien una renda mediana de 25.847 $ mentre que les dones 16.641 $. La renda per capita de la població era de 10.399 $. Aproximadament el 24% de les famílies i el 20,5% de la població estaven per davall del llindar de pobresa.

## Poblacions més properes
El següent diagrama mostra les poblacions més properes.